# Нгуен Кхак Вьен
Нгуен Кхак Вьен (вьет. Nguyễn Khắc Viện; 5 февраля 1913 — 10 мая 1997) — вьетнамский общественный и политический деятель и известный историк, представитель марксистской историографии. Автор многих трудов и, вероятно, единственный историк-марксист из Юго-Восточной Азии, чьи работы переводили на английский язык во время Вьетнамской войны.

## Семья и молодость
Родился в деревушке на севере Вьетнама в семье мандарина, в 1937 году отправился во Францию, где получил медицинское образование. Позже увлёкся социологией. В 1947 году вступил в коммунистическую партию, и в период 1950—1960-х был предводителем вьетнамского национально-освободительного движения во Франции. Кхак Вьен много путешествовал, стараясь убедить солдат-вьеткьеу поддерживать вьетнамское движение за независимость. В 1963 году был выдворен во Вьетнам, где начал печататься, первой его крупной работой стала «История Вьетнама», написанная на французском языке. Тремя годами позже женился на Нгуен Тхи Нят (вьет. Nguyễn Thị Nhất ), от которой имел дочь.

## Карьера
Через некоторое время Нгуен стал главным государственным пропагандистом и выразителем точки зрения партии. Перевёл эпическую поэму Киеу на французский язык, опубликовал антологию вьетнамской поэзии и множество других трудов по литературе Вьетнама.
В работе «Конфуцианство и Марксизм» Кхак Вьен высказывает уверенность в том, что успех марксизма во Вьетнаме напрямую связан с похожестью марксизма и конфуцианства, а следовательно, марксизм нашёл отклик в сердцах вьетнамцев.
Нгуен Кхак Вьен создал целую серию работ, посвящённых южной части страны. В них он указывает на положительную роль, которую США сыграли в сельском хозяйстве дельты Меконга, в том числе — в обогащении значительной части крестьян после уничтожения класса крупнейших землевладельцев, хотя и предполагает, что мотивы США были исключительно меркантильными, а коммерциализация сельского хозяйства увеличила экономическое неравенство в регионе.

## Политическая деятельность
Нгуен Кхак Вьен принимал активное участие в политической жизни Вьетнама. В 1981 году он обратился к Национальному собранию с резкой критикой, требуя свободы выражения мнений и реформ. В 1991 году написал председателю Отечественного фронта Нгуен Хыу Тхо критическое письмо, в котором сообщил об утрате доверия к Политбюро и Коммунистической партии Вьетнама.
Двумя годами ранее Кхак Вьен основал одну из первых негосударственных организаций в стране, Центр изучения психологии ребёнка (вьет. Trung tâm N-T).

## Здоровье
Всю жизнь страдал от туберкулёза, в 1951 году после операции лишился одного лёгкого; ожидалось, что он не проживёт более двух лет, однако смог восстановиться, используя особый комплекс традиционных дыхательных упражнений и йогу.

## Избранная библиография
- Vietnam: a long history (1987)
- Kiè̂u (1965)
- Anthologie de la littérature vietnamienne (1972)
- Confucianisme et marxisme au Vietnam (1962)